# Melissa Navia
Melissa C. Navia (Nova Iorque, 24 de agosto de 1984) é uma atriz estadunidense mais conhecida pelo seu papel como Erica Ortega na série Star Trek: Strange New Worlds.

## Biografia
Ela tem uma irmã mais nova chamada Soraya.
O parceiro de Navia, Brian Bannon, faleceu em 2021, três dias depois de ter sido diagnosticado com leucemia.

## Filmografia

### Filmes
| Ano  | Título                               | Papel                             | Notas                |
| ---- | ------------------------------------ | --------------------------------- | -------------------- |
| 2011 | Love Eterne                          | Medina                            |                      |
| 2011 | Break Point                          | A Mulher                          | Curta-metragem       |
| 2011 | Metal Gear                           | Marabel Killian                   | Curta-metragem       |
| 2012 | That's What She Said                 | Cliente da East Village Lucky Joy |                      |
| 2012 | Red Tulips: A Story About Forgetting | Policial                          | Curta                |
| 2012 | Girl Most Likely                     | Assistente                        |                      |
| 2013 | Highly Specialized, Highly Committed | Reyes                             |                      |
| 2013 | Sleeping with the Fishes             | Casey                             |                      |
| 2013 | The Paragon Cortex                   | Dawn                              |                      |
| 2013 | Legacy                               | Grace                             | Curta                |
| 2014 | Love Eterne [Mourning]               | Medina                            | Curta                |
| 2014 | Grind                                | Mulher Lutadora #1                | Curta                |
| 2014 | Growing Up and Other Lies            | Raja                              |                      |
| 2014 | Amira & Sam                          | Policial                          |                      |
| 2014 | What It Was                          | Hilary                            |                      |
| 2014 | Tremor Team 12                       | Agente Melanie Gregg              |                      |
| 2015 | Temecula                             | Janet                             | Curta                |
| 2015 | The Chosen                           | Sabrina                           |                      |
| 2016 | Interwoven                           | Mensagem de voz #26               |                      |
| 2016 | Working Poor                         | Melissa                           | Curta                |
| 2016 | Hymns                                | Irene                             |                      |
| 2017 | New York Normal                      | Melanie                           | Filme para televisão |
| 2018 | Love Me Anyway                       | Jack                              |                      |
| 2018 | Bel Canto                            | Esmeralda                         |                      |
| 2019 | Tower of Silence                     | Lior                              |                      |
| 2019 | Room 220                             | Oficial Lex Diaz                  | Curta                |

### Televisão
| Ano           | Título                        | Papel                 | Notas                                            |
| ------------- | ----------------------------- | --------------------- | ------------------------------------------------ |
| 2014          | El Capo                       | Repórter              | Episódio: "#3.1"                                 |
| 2015          | Common Charges                | Wendy                 | 7 episódios                                      |
| 2015          | Mix-Matched                   | Maggie                | Episódio: "Piloto"                               |
| 2015          | The Affair                    | Garçonete             | Episódio: "#2.4"                                 |
| 2017          | Billions                      | Elena Gabriel         | Episódio: "The Oath"                             |
| 2018          | Homeland                      | EMT Julie             | Episódio: "Like Bad at Things"                   |
| 2018          | Dietland                      | Moana                 | 2 episódios: "Woman Down" e "Bedwomb"            |
| 2021          | New Amsterdam                 | Co-piloto Eva Schafer | Episódio: "The New Normal"                       |
| 2021          | Bull                          | Tidal                 | 2 episódios: "False Positive" e "Frontotemporal" |
| 2022–presente | Star Trek: Strange New Worlds | Lt. Erica Ortegas     | 20 episódios (1.ª e 2.ª temporadas)              |
| 2022–2023     | The Ready Room                | Ela mesma             | 2 episódios                                      |

## Prêmios e nomeações
| Prêmio                              | Ano  | Categoria    | Trabalho           | Resultado | Ref(s) |
| ----------------------------------- | ---- | ------------ | ------------------ | --------- | ------ |
| Wild Rose Independent Film Festival | 2013 | Melhor Atriz | The Paragon Cortex | Venceu    | [ 5 ]  |